# دانیل اف. استک
دانیل اف. استک (به انگلیسی: Daniel Frederic Steck) سناتور سابق عضو حزب دموکرات ایالات متحده آمریکا بود. وی در سال ۱۹۲۶ تا ۱۹۳۱ میلادی سناتور ایالت آیووا در سنای ایالات متحده آمریکا بود.